# Xã Belpre, Quận Edwards, Kansas
Xã Belpre (tiếng Anh: Belpre Township) là một xã thuộc quận Edwards, tiểu bang Kansas, Hoa Kỳ. Năm 2010, dân số của xã này là 178 người.